# Möst, Khovd
Möst (tiếng Mông Cổ: Мөст) là một sum của tỉnh Khovd ở miền tây Mông Cổ. Vào năm 2007, dân số của sum là 3.577 người.

## Địa lý
Sum có diện tích khoảng 3.927 km2. Trung tâm sum nằm cách tỉnh lỵ Khovd 180 km và thủ đô Ulaanbaatar 1.300 km.

### Khí hậu
Möst có khí hậu bán khô hạn. Nhiệt độ trung bình hàng năm trong khu vực là 3 °C. Tháng ấm nhất là tháng 7, khi nhiệt độ trung bình là 22 °C và lạnh nhất là tháng 1, với −20 °C. Lượng mưa trung bình hàng năm là 128 mm. Tháng ẩm ướt nhất là tháng 6, với lượng mưa trung bình là 31 mm, và khô nhất là tháng 1, với 2 mm.

## Kinh tế
Sum có một trường học, bệnh viện, trung tâm thương mại, nhà văn hóa và viện điều dưỡng.